# Martin Vial
Pour les articles homonymes, voir Vial.
Martin Vial, né le 8 février 1954 à Lyon, est un haut fonctionnaire français.  

## Biographie

### 1979 -1993: ses débuts
Martin Vial a été des premières promotions d'administrateur des PTT à profiter de l'ouverture d'un concours externe. Diplômé de l'ESSEC, il a intégré l'École nationale supérieure des postes et télécommunications (ENSPTT) en 1979. À la sortie de cette école, en 1982, il a été nommé à la direction financière de la direction générale des Postes. Il effectue sa mobilité en 1986 à la direction du Trésor au ministère de l'Économie et des Finances où il est chargé de la tutelle des établissements bancaires et des opérations de mise sur le marché[réf. nécessaire].
En 1988, il est appelé au cabinet du ministre des Postes et Télécommunications et de l'Espace, Paul Quilès, où il occupe les fonctions de conseiller technique puis de directeur-adjoint. Il y travaille en particulier sur la réforme institutionnelle des PTT qui sera mise en œuvre en 1990. À ce titre, il est considéré comme un des pères de la réforme des PTT . De 1991 à 1992, Paul Quilès est ministre de l'Équipement, du Logement, des Transports et de l'Espace et Martin Vial en est directeur de cabinet adjoint, puis directeur de cabinet. Après un remaniement ministériel, il devient directeur du cabinet du ministre des PTT, Émile Zuccarelli, de 1992 à 1993.
En 1993, Martin Vial est nommé président-directeur général de l'Aéropostale. Il est élu, en 1996, président de la chambre syndicale du transport aérien (CSTA) et de la Fédération nationale de l'aviation marchande (FNAM).

### 1997-2002: directeur général et président de La Poste
Fin 1997, avec l'arrivée de la gauche, il devient directeur général du groupe La Poste. Durant toute la période où il exerce cette fonction, Il doit "cohabiter" avec le président d'alors, Claude Bourmaud, réputé proche de la droite (comme ancien membre des cabinets de Gérard Longuet). Cette cohabitation a été jugée plutôt harmonieuse : les cabinets ont fusionné, les deux dirigeants reçoivent ensemble les délégations syndicales et ne font jamais état de divergences en public. Ainsi c'est Martin Vial qui négocie le passage aux 35 heures à La Poste. 
En décembre 2000, le nouveau conseil d’administration de La Poste propose que Martin Vial soit nommé président du groupe en remplacement de Claude Bourmaud,.
La nomination de Martin Vial à la présidence de La Poste devait durer cinq ans, mais elle a été écourtée en 2002. Le gouvernement lui reprocha sa proximité avec la gauche (en référence à sa compagne Florence Parly), la gestion du passage aux 35 heures, le coût du dossier des RTT. Privilégiant le dialogue social et le travail collectif dans la dynamique de conduite du changement, la mise en place des 35H00 s’est opérée dans le cadre d’un chantier sans précédent conclu par 8000 accords signés avec les syndicats. 
D'abord en tant que directeur général de La Poste, puis en tant que président, Martin Vial a beaucoup œuvré à faire prendre le virage d'Internet et du commerce électronique à La Poste,, à l'internationalisation de son groupe et à son développement dans le domaine des services financiers, qui préfiguraient ce que la Banque Postale est devenue aujourd'hui.
À partir de 1998, il est parallèlement membre du conseil de surveillance (1998), puis vice-président (2002) de la Caisse nationale de prévoyance (CNP) et notamment Administrateur de la société Assurposte, compagnie d'assurance, co-filiale de la CNP et du Groupe La Poste.
En 2000, il publie un ouvrage La Lettre et la Toile, Le Web, c'est la fin du papier ? ... et autres idées reçues sur internet consacré aux défis du développement de l'Internet en France.

### 2002
En septembre 2002, Martin Vial rejoint la Cour des Comptes en qualité de Conseiller-Maître.

### Depuis 2003
Le 1er octobre 2003 Martin Vial est nommé Directeur Général du Groupe Europ Assistance. Il assure également la présidence de plusieurs conseils d'administration des sociétés du Groupe. 
À la tête d'Europ Assistance, Martin Vial a profondément fait évoluer le périmètre de son entreprise aujourd'hui présente dans 37 pays dans le monde entier, à travers notamment, le lancement en 2005 d'un plan stratégique de relance de l'entreprise.
En quelques années, le Groupe Europ Assistance a doublé de taille grâce à son développement sur deux nouveaux métiers, la santé et les services à la personne, qui représentent aujourd'hui plus de 25 % de son chiffre d'affaires mondial aux côtés de ses deux activités historiques, le voyage et l'automobile. Auteur de l'ouvrage "La Care Revolution, l'Homme au cœur de la révolution mondiale des services" (Editions Nouveaux Débats Publics), Martin Vial est notamment à l'origine du concept de Care Services, la nouvelle génération de services d'assistance personnalisée tout au long de la vie, que son groupe propose aujourd'hui à plus de 300 millions de clients dans le monde.
Martin Vial signe de nombreuses tribunes libres sur la santé et les services à la personne, en France et à l'étranger. Il devient membre, en octobre 2012, du comité d'orientation de la mission interministérielle sur l'adaptation de la société française au vieillissement de la population confiée par Michèle Delaunay, ministre déléguée aux Personnes âgées et à l’Autonomie à Luc Broussy, Conseiller Général du Val d'Oise et spécialiste de ces questions.
Il participe à un groupe de prospective "Le Collectif" qui regroupe 10 "patrons" dans l'objectif "de repenser collectivement la conduite des entreprises pour changer les mentalités et contribuer ainsi à redonner du sens à la création de valeur" (10 points de vue pour "repenser collectivement la conduite des entreprises"). Dans ce cadre, il rédige le chapitre sur "l’entreprendrait social" dans l'ouvrage du collectif consacré en 2011 à la notion d'empreinte sociale (par analogie à l'empreinte carbone), introduite par Christian Nibourel
Sous son impulsion, le Groupe Europ Assistance devient partenaire d'Ashoka. Dans le cadre de ce partenariat mondial avec cette ONG, Europ Assistance soutient aujourd'hui 10 entrepreneurs sociaux dans le monde (Belgique, Afrique du Sud, Brésil, États-Unis, Argentine, Espagne, France, Pologne, Allemagne, et Canada) dans les domaines de la santé et des services à la personne.
Il quitte son poste à Europ Assistance en mai 2014. 
Le 31 juillet 2015, Martin Vial est nommé commissaire aux participations de l'État et remplace Régis Turrini à compter du 24 août suivant. 
Le 29 août 2016, il est nommé à la présidence de la SAS FSI-Equation. 
Il quitte ses fonctions de commissaire aux participations de l'État le 1er juin 2022.

## Autres fonctions
De 1999 à 2004, il est également membre du Conseil économique et social et membre du Conseil stratégique des technologies de l'information placé sous l'autorité du Premier ministre.

## Décorations
- Chevalier de la Légion d'honneur
- Chevalier de l'ordre national du Mérite

## Publications
- La Lettre et la Toile, Le Web, c'est la fin du papier ? ... et autres idées reçues sur internet, Albin Michel, 2000  (ISBN 9782226120786)
- La Care Révolution, l’Homme au cœur de la révolution mondiale, éditions Nouveaux débats publics, 2008  (ISBN 9782916962030)
- Participation à l'ouvrage du « Collectif », Empreintes Sociales, pour en finir avec le court terme[33], Odile Jacob, 2011  (ISBN 9782738126573)

En ligne
- « D'ici quatre à cinq ans, toutes les entreprises vendront sur Internet » (Journal du Net)